# World Wide Racing/Garvey Team Lotus
World Wide Racing/Garvey Team Lotus var ett brittiskt privat formel 1-stall som tävlade ett par säsonger i början av 1970-talet.

## Historik
Stallet användes bland annat av Lotus för att tävla med en bil i Italiens Grand Prix 1971 och 1972, då Lotus var i konflikt med de italienska myndigheterna efter att Jochen Rindt omkommit under kvalificeringen till Italiens Grand Prix 1970.

## F1-säsonger
| Säsong | Tävlingsnamn      | Bil                 | Motor                          | Däck | Poäng | VM-plac. | Förare             |
| ------ | ----------------- | ------------------- | ------------------------------ | ---- | ----- | -------- | ------------------ |
| 1970   | Garvey Team Lotus | Lotus 49C           | Ford Cosworth DFV 3.0 V8       | F    | 0     | (1:a)    | Alex Soler-Roig    |
| 1970   | World Wide Racing | Lotus 72C Lotus 49C | Ford Cosworth DFV 3.0 V8       | F    | 0     | (1:a)    | Alex Soler-Roig    |
| 1971   | World Wide Racing | Lotus 56B           | Pratt & Whitney gasturbinmotor | F    | 0     | (10:a)   | Emerson Fittipaldi |
| 1972   | World Wide Racing | Lotus 72D           | Ford Cosworth DFV 3.0 V8       | F    | 8     | (1:a)    | Emerson Fittipaldi |